# NGC 3338
NGC 3338 est une galaxie spirale située dans la constellation du Lion. Elle a été découverte par l'astronome germano-britannique William Herschel en 1784.

## Caractéristiques
Sa vitesse par rapport au fond diffus cosmologique est de 1 644 ± 24 km/s, ce qui correspond à une distance de Hubble de 24,3 ± 1,7 Mpc (∼79,3 millions d'al).
À ce jour, une vingtaine de mesures non basées sur le décalage vers le rouge (redshift) donnent une distance de 22,470 ± 4,502 Mpc (∼73,3 millions d'al), ce qui est à l'intérieur des valeurs de la distance de Hubble.
La classe de luminosité de NGC 3338 est III et elle présente une large raie HI. Selon la base de données Simbad, NGC 3338 est une galaxie active de type Seyfert 2.
En raison d'une brillance de surface égale à 14,32 mag/am2, on peut qualifier NGC 3338 de galaxie à faible brillance de surface (LSB en anglais pour low surface brightness). Les galaxies LSB sont des galaxies diffuses (D) avec une brillance de surface inférieure de moins d'une magnitude à celle du ciel nocturne ambiant.

## Morphologie
NGC 3338 a été utilisée par Gérard de Vaucouleurs comme une galaxie de type morphologique SA(rs)bc dans son atlas des galaxies,.
Eskridge, Frogel et Pogge ont publié un article en 2002 décrivant la morphologie de 205 galaxies spirales ou lenticulaires rapprochées. Les observations ont été réalisées dans la bande H de l'infrarouge et dans la bande B (le bleu). Selon Eskridge et ses collègues, NGC 3338 est de type SAB(r)bc dans la bande B et SAB(r)b dans la bande H. Le noyau ponctuel de NGC 3338 est intégré dans un petit bulbe elliptique. Cette galaxie présente un anneau intérieur clair, avec des bras spiraux émergeant de celui-ci. Le motif spiralé est à deux bras, mais ceux-ci semblent provenir du même endroit de l'anneau. Les bras ont des angles d'inclinaison intérieurs différents, mais loin du centre de NGC 3338, ils semblent symétriques. Bien qu'il y ait quelques nœuds dans le disque, ils ne sont pas associés aux bras spiraux. Les bras sont lisses. Ils sont étroits et bien définis à de petits rayons, et deviennent larges et diffus après s'être enroulés
sur environ 180°. À des luminosités plus faibles, on peut suivre les bras plua de 180° avant qu'ils ne disparaissent.

### Galerie

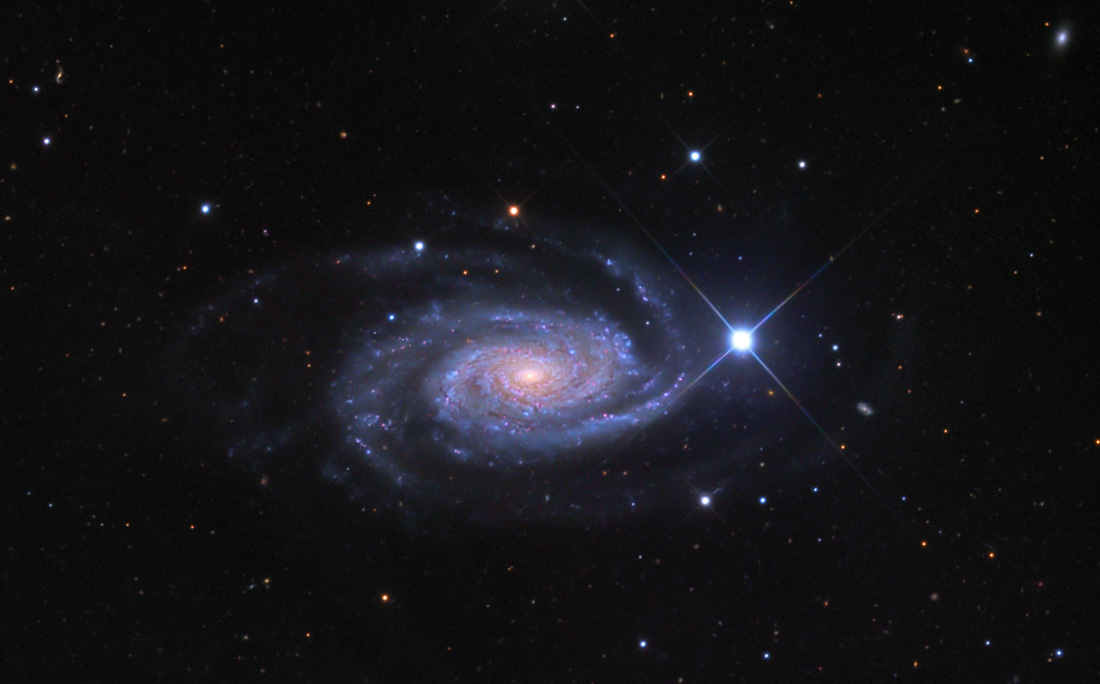
NGC 3338 par Adam Block (Observatoire du mont Lemmon/Université de l'Arizona).
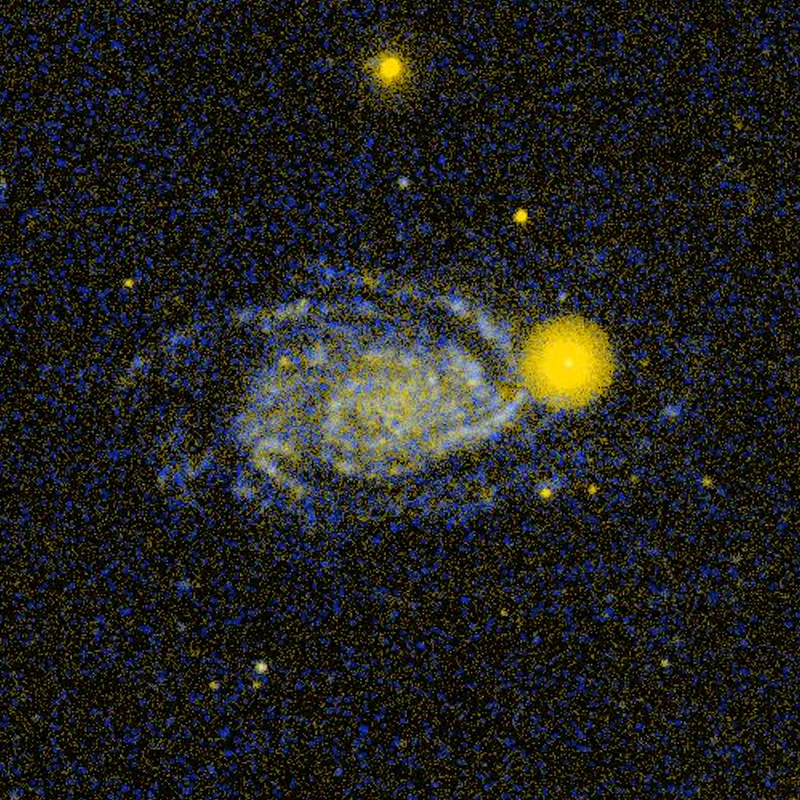
NGC 3338 en ultraviolet par le télescope spatial GALEX.
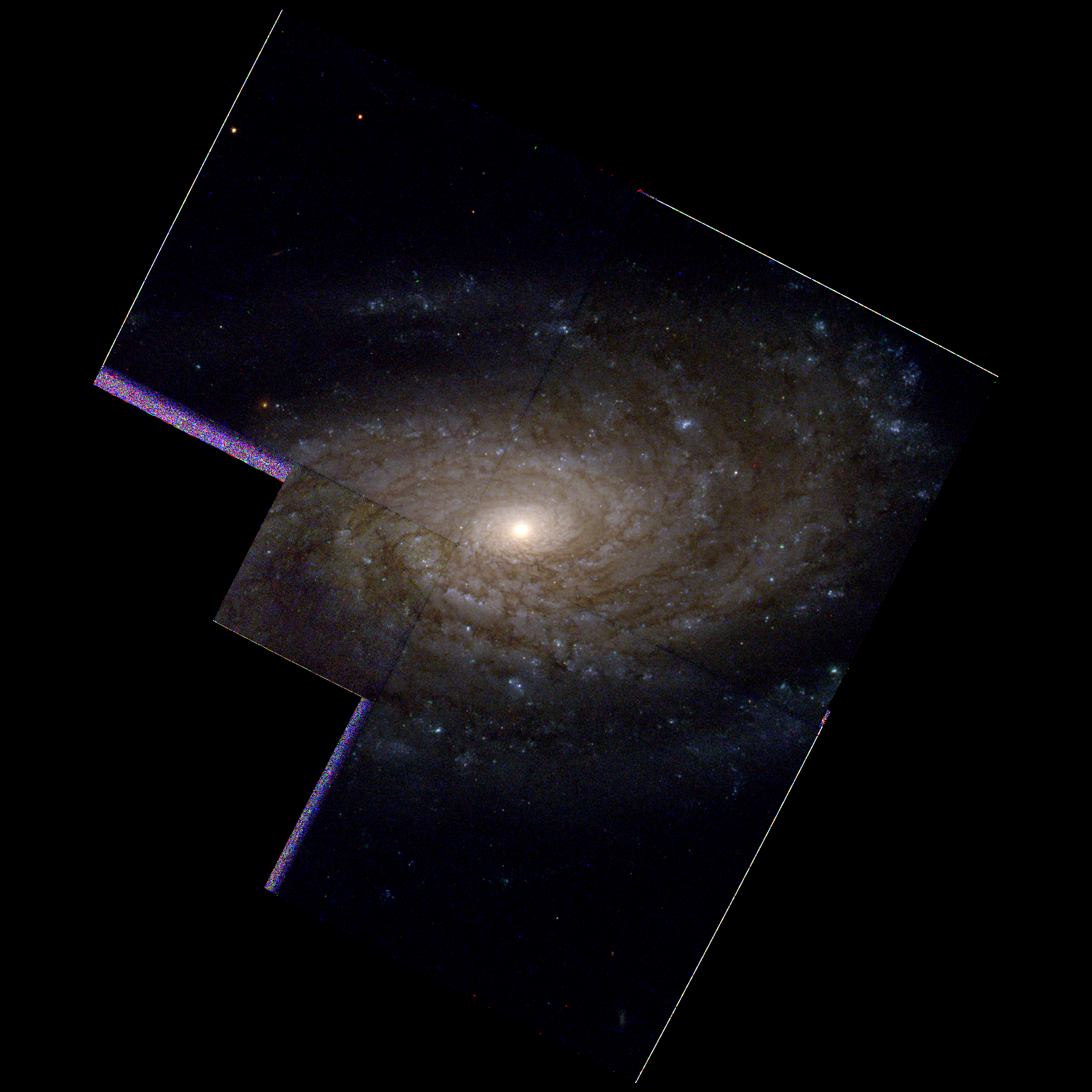
Image de NGC 3338 réalisée à l'aide des données captées par le télescope spatial Hubble.

## Trou noir supermassif
Selon un article basé sur les mesures de luminosité de la bande K de l'infrarouge proche du bulbe de NGC 3338, on obtient une valeur de 107,1 {\displaystyle M_{\odot }} (13 millions de masses solaires) pour le trou noir supermassif qui s'y trouve.

## Groupe de NGC 3338
NGC 3338 est la plus grosse et la plus brillante galaxie d'un groupe qui porte son nom. Outre NGC 3338, le groupe de NGC 3338 comprend au moins 5 autres galaxies : NGC 3346, NGC 3389, UGC 5832, PGC 31933 et MK 1263.